# كارولين موراي
كارولين موراي هي تريثلت كندية، ولدت في 18 سبتمبر 1976.

## وصلات خارجية
- كارولين موراي على موقع أوليمبيديا (الإنجليزية)